# Chris Frazier
Christopher Ridgeway Frazier, mais conhecido pelo seu nome artístico Chris Frazier (1967, Bethesda, Maryland, Estados Unidos da América) é um músico que se tornou o baterista da banda de rock veterano Whitesnake em dezembro de 2007. Frazier descreveu como se sentia sobre juntar a banda, ele citou: "Quanto melhor se pode obter".
Chris Frazier foi chamado por David Coverdale em maio 2006, pois este gostaria que ele e Doug Aldrich trabalhassem novamente juntos.
Antes de ingressar Whitesnake, Frazier trabalhou com Eddie Money de 2003 a 2006, Edgar Winter e TMG (Tak Matsumoto Group), que contou com Jack Blades e Eric Martin também. Chris tinha trabalhado com o guitarrista do Whitesnake Doug Aldrich em seus discos solo, e com guitarrista virtuoso Steve Vai.